# قلاب‌دهان دماغه
قلاب‌دهان دماغه (نام علمی: Merluccius capensis) نام یک گونه از سرده قلاب‌دهان است.